# Haldir
Cet article concerne l'Elfe. Pour l'Homme, voir Liste des Hommes de la Terre du Milieu#Haldir.
Haldir était un Elfe de Lothlórien, probablement un Elfe Sylvain, et un gardien de marche qui gardait les frontières nord de la forêt.

## Histoire
Haldir était l’un des Galadhrim ; contrairement à ses frères, Rúmil et Orophin, Haldir avait voyagé en dehors de la Lórien et connaissait le Westron. Lui et ses compagnons sont décrits comme portant des manteaux gris à capuchon et vivant sur des mouches dans les arbres.

« Mais il y a encore certains d’entre nous qui vont à l’étranger pour recueillir des nouvelles et surveiller nos ennemis, et ils parlent les langues d’autres pays. J’en suis un. Haldir, c’est mon nom. »

— Haldir dans La Communauté de l’Anneau, « Lothlórien»
Haldir était accompagné de ses frères entre le 15 et le 16 janvier, T.A. 3019 lorsqu’ils rencontrèrent la Communauté de l’Anneau qui arriva en Lórien. Ses frères interagissaient peu avec la Communauté parce qu’ils parlaient peu le langage commun. Pour la sécurité, Haldir examina la Communauté. Comme Legolas est un parent, sa descendance de Thranduil le rend sûr. Bien que le meurtre entre parents ne soit pas inconnu dans l'histoire des elfes de Tolkien, les relations entre la Lothlórien et la Forêt Noire sont cordiales. Ainsi, Legolas est facilement admis. Aragorn, descendant des rois Númenóréens et élevé à Fondcombe, est également une quantité connue. La lignée, cependant, pose un problème pour Gimli. Les elfes de la Lothlórien, dit Haldir, "n'ont pas eu de relations avec les Nains depuis les Jours Sombres" et se méfient donc de Gimli. Puis, comme le fait remarquer Celeborn, la parenté de Gimli "a de nouveau réveillé ce mal [le Balrog] dans la Moria." Il fit marcher Gimli les yeux bandés dans le bois jusqu’à ce que Galadriel dise qu’il n’avait pas à le faire.
A Cerin Amroth, doté d'une structure en mandala splendide, la Communauté s'installe pour un temps. Il s'agit du cœur du royaume elfique, d'un lieu plus magnifique que tout ce que Sam a jamais vu. Frodon est autorisé à gravir Cerin Amroth. Cerin Amroth se trouve au milieu de la Lothlórien, et c'est un lieu plus elfique que tout ce que Sam a jamais connu. Haldir invite Sam et Frodon à se joindre à lui et aux autres elfes pour un festin. Dès que Frodon entre dans le cercle, il se sent entièrement elfique : il ressent l'intemporalité du pays, il entend au loin le rugissement de la grande Mer, il ressent la vie à l'intérieur des arbres.
Il avait entendu parler d’Aragorn, mais rien n’indique qu’ils se soient rencontrés auparavant. Haldir devint leur guide jusqu’à la ville de Caras Galadhon.
Lors d'une nuit avant d'y arriver, il surprit Gollum en train de monter à un arbre,. Il fut ensuite envoyé surveiller les frontières nord de son pays sur les conseils et les informations donnés notamment par Aragorn. À son retour, il guida à nouveau la Communauté sur le fleuve Anduin. Ce fut à ce moment qu'il offrit à Sam de la corde faite d'hithlain. Les conduisant une dernière fois vers ses seigneurs, il leur fit un ultime adieu. Il resta ainsi en Lothlórien pour protéger la forêt mais on ne sait pas ce qu’il advint de lui après le départ de Galadriel à la fin de la guerre de l'Anneau.

Bien que la Lorien ne contienne aucune malice et "à moins qu'un homme ne l'apporte lui-même ici" (Fotr, p. 373), comme la Vieille Forêt dans le Vieux Saule, il y a de la suspicion, comme l'exprime Haldir lorsque Gimli est condamné à avoir les yeux bandés :
"En rien le pouvoir du Seigneur des Ténèbres n'est-il plus clairement connu que dans l'éloignement qui divise tous ceux qui s'opposent encore à lui."

## Étymologie
Haldir est clairement sindarin, mais il n’est jamais glosé. Dans le legendarium précédent, Tolkien a glosé Noldorin Haldir comme « Héros caché », bien que ce Haldir fasse référence au fils (omis plus tard) d’Orodreth.
Haldir est un personnage du Seigneur des anneaux de l'écrivain britannique  J. R. R. Tolkien.

## Critique et analyse
Dans les livres, le destin de Haldir est moins développé que dans les films. Il participe à la défense de la Lorien lors de la Guerre de l'Anneau, mais il n'y a pas de détails spécifiques sur son sort après les événements de "La Communauté de l'Anneau".

## Adaptations
Haldir apparaît dans la trilogie cinématographique de Peter Jackson et est joué par Craig Parker. Il fait en particulier une apparition lors de la bataille du Gouffre de Helm, en tant que chef de l'armée elfique envoyée de Lórien venant en aide aux Hommes. Il y meurt, tué par un guerrier Uruk, dans les bras d'Aragorn (ce passage est un ajout complet et n'apparaît pas dans le livre, puisque les Elfes ne sont pas présents au Gouffre de Helm).
Dans le jeu vidéo Le Seigneur des Anneaux : La Bataille pour la Terre du Milieu II Haldir est un des héros parmi les Elfes, à l'égal de Glorfindel, il utilise aussi bien l'arc que l'épée. Dans la  campagne du Mal, en Lorien, il est tué par les Nazgûl. Il participe aux batailles du Haut Col et des Landes d'Etten dans la Campagne du Bien.
Dans Le Seigneur des Anneaux (film, 1978), Haldir a été omis. Aragorn et Boromir discutent brièvement de la possibilité d’entrer en Lothlórien, et dans le plan suivant, ils sont accueillis par Galadriel.
Dans Le Seigneur des Anneaux (série radiophonique de 1981), Haydn Wood a prêté sa voix à Haldir.